# Vejdirektoratet
Vejdirektoratet ist die nationale dänische Straßenbehörde, die dem Transportministerium (dänisch Transportministeriet) untersteht. Die Behörde ist für die übergeordnete Planung, den Betrieb und die Instandhaltung des staatlichen Straßennetzes zuständig, das Autobahnen, Primärrouten und Straßenbrücken umfasst. 
Neben ihrem Hauptsitz in der Niels Juels Gade im Zentrum Kopenhagens unterhält sie fünf Standorte (Vejcentre):
- im Gebiet Kopenhagen–Seeland
  - Hedehusene-Fløng
  - Næstved
- im Gebiet Süddänemark–Aarhus
  - Middelfart
  - Skanderborg
- im Gebiet Nord- und Mitteljütland
  - Aalborg.

Vejdirektoratet beschäftigt insgesamt rund 900 Mitarbeiter.
Die am 1. April 1949 gegründete Behörde entstand durch die Zusammenlegung von Oberstraßeninspektorat und Straßenbüro, beides Behörden des Ministeriums für öffentliche Arbeiten (Ministeriet for offentlige Arbejder). Indem am 1. April 1972 ein neues Straßengesetz (Vejloven) in Kraft trat, übernahm Vejdirektoratet die administrative, wirtschaftliche und technische Verantwortung für das Hauptstraßennetz, während nachrangige Straßen in die Obhut der jeweiligen Kreise und Kommunen gelegt wurden. 
2014 belief sich die Länge des staatlichen Straßennetzes auf 3.797 km, was lediglich fünf Prozent des öffentlichen Straßennetzes entspricht, aber etwa 45 Prozent des Verkehrsaufkommens bewältigt.
In Zusammenarbeit mit den Kommunen und der staatlichen Holding-Gesellschaft Sund & Bælt wurde das Internetportal vejportal.dk eingerichtet, von dem aus Zugang zu den Websites trafikken.dk und vejsektoren.dk besteht, auf denen allgemeine Informationen über das dänische Straßennetz, Verkehrsaufkommen und -unfälle bereitgestellt werden. Dieses Portal wurde 2012 abgeschaltet.